# Прибережні сили Королівського флоту
Прибережні сили Королівського флоту — об'єднання Королівського військово-морського флоту, створене під час Другої світової війни під командуванням контрадмірала Прибережних сил на основі практик застосування  легких сил флоту під час  Першої світової війни. Об'єднання діяло до 1956 року, 1968 останні тральщики, які до нього входили, були виведені резерви, останні кораблі, команди яких носили написи на головних уборах "Її Величності Прибережні сили".   
21 травня 2020 року було надано міністерський дозвіл на зміну назви з 1-ї ескадри патрульних катерів на ескадру Прибережних сил. Вона включає патрульні катери типу «Арчер» і морські патрульні кораблі класу «Рівер» першої партії і відповідає за захист і патрулювання виключної економічної зони Великої Британії.

## Історія

### Передумови
Королівський військово-морський флот раніше експлуатував флотилії озброєних торпедами та глибинними бомбами катерів  (прибережних моторних катерів) під час Першої світової війни (1914-1918 рр.). Вони так само часто діяли як проти ворожого узбережжя, так і в обороні британських прибережних районів.

### Створення
Перші післявоєнні моторні торпедні катери для Королівського флоту були побудовані компанією British Powerboat Company на верфі Hythe, Саутгемптон. MTB 01-19 були побудовані між 1935-38 роками, з глісуючим корпусом, розробленим Т. Е. Лоуренсом ("Лоуренс Аравійський"), для швидкого порятунку екіпажу збитих літаків.
Під час Другої світової війни (1939-1945) перший штаб берегових військ був створений на HMS Vernon в 1940 році під керівництвом контрадмірала Пірса Кекевича. Головним офіцером штабу при адміралі був Огастус, який командував прибережними катерами під час Першої світової війни та брав участь у британських операціях на Балтійському морі в 1918 і 1919 роках на підтримку балтійських держав та білогвардійських сил під час Громадянської війни в Росії.